# Програма «Захист»
Програма «Захист» — спеціальна програма Міністерства закордонних справ України для надання консульської та іншої підтримки громадянам України, які через введення карантину, припинення пасажирського сполучення у зв'язку з пандемією коронавірусної хвороби COVID-19 не мають змоги повенутися до України або потрапили у скрутне становище за кордоном.

## Опис
Програма «Захист» передбачає надання закордонними дипломатичними установами України підтримки щодо візових питань, дозволів на перебування за кордоном, тощо.
Зокрема, у рамках програми може надаватися така підтримка:
- вирішення питань щодо прострочених документів/дозволів/віз на перебування в іноземній країні;
- співпраця з правоохоронними органами країни перебування для захисту законних інтересів громадян у разі їх порушення;
- інформування про можливість повернення до України, переміщення до сусідніх з Україною країн або ближче до України для подальшого повернення додому та про зміни епідеміологічної ситуації в країні перебування, впровадження режимів надзвичайного стану тощо;
- консультації щодо вирішення побутових питань та охорони здоров'я, співпраця з місцевою владою та бізнесом щодо тимчасового розміщення у спеціально виділених місцях громадян, які не мають засобів для існування та місця проживання;
- налагодження зв'язку українців, які вимушено залишаються на території іноземних держав і потребують допомоги, з громадськими організаціями та громадами українців, які готові допомагати.[2]

Комунікація здійснюється, серед іншого в групах у соціальних мережах, зокрема у Facebook та месенджерах; пошуковий запит — «Захист у (назва міста/країни)».
Програма «Захист» була введена навесні 2020 року. Станом на 3 квітня 2020 року в програмі «Захист» брало участь 13 787 громадян України.